# South African Gardening
South African Gardening (abreviado S. African Gard.) fue una revista ilustrada con descripciones botánicas que fue editada en Sudáfrica. Se publicaron 25 números, entre los años 1910 y 1935. Fue  sustituida en 1935 por South African Country Life.